# Monte Ceceri

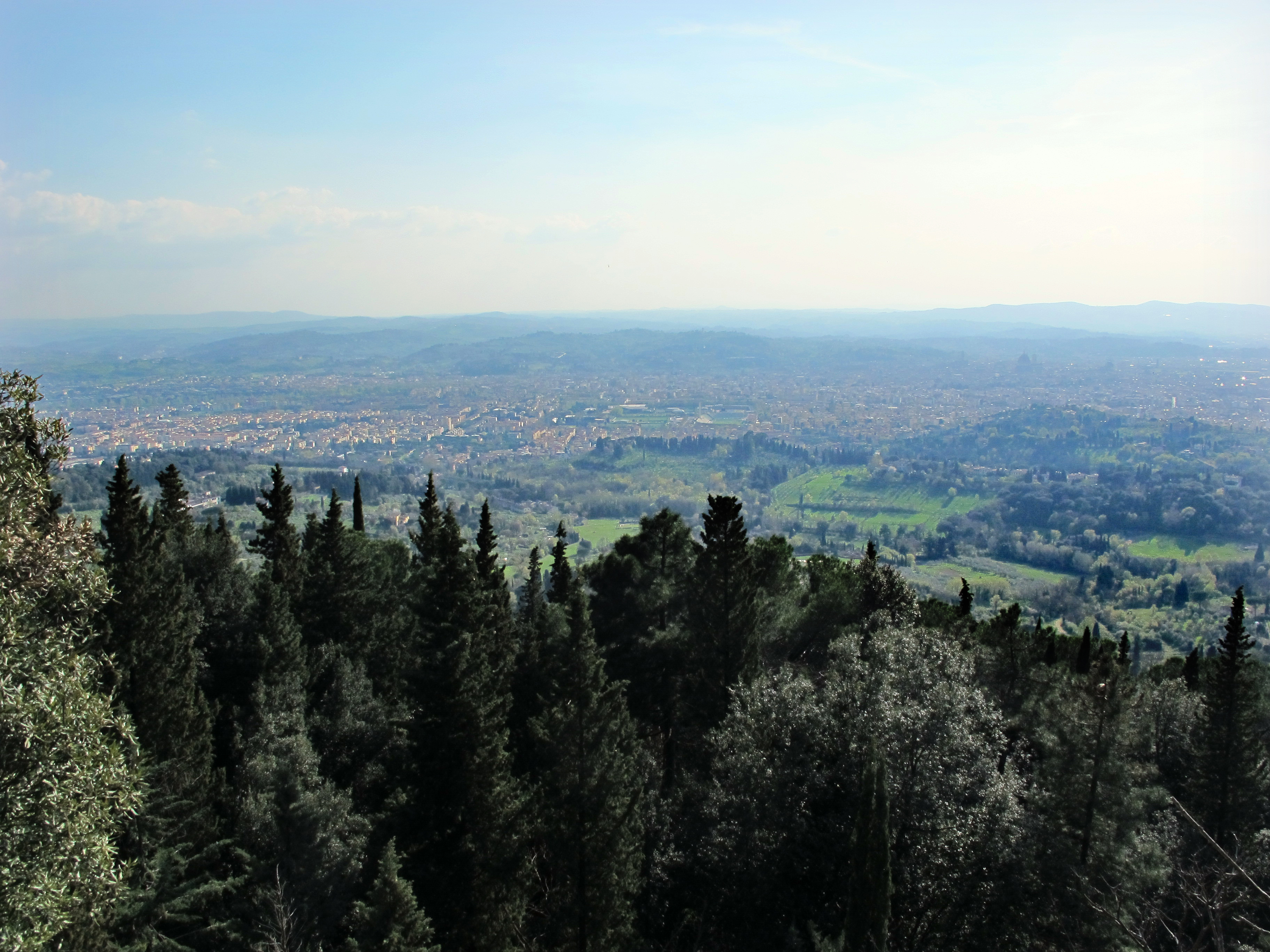
Blick vom Monte Ceceri auf Florenz

Der Monte Ceceri ist ein 44 Hektar großes Naturschutzgebiet im Nordosten von Florenz. An seinem Fuß befindet sich die Stadt Fiesole, von der aus der Gipfel auf 414 m s.l.m. zu Fuß zu erreichen ist.

## Tourismus
Früher befanden sich auf Höhe des Monte Ceceri Steinbrüche, die „Cave di Maiano“ zur Steingewinnung. Heute sind die Minen geschlossen und der Hügel ist neben einem Naturpark auch ein Quellort für archäologische Funde.
Touristisch relevant sind auch die frühmittelalterlichen Burgen Castel di Poggio, Castello di Tignano und Castello di Vincigliata. Auf der romantischen Suche nach der Vergangenheit wurden sie Ende des 19. Jahrhunderts im neugotischen Stil wieder aufgebaut. In den Gemäuern von Vincigliata und Tignano finden im Sommer die Veranstaltungen der „Estate fiesolana“ statt.
Ganz in der Nähe befindet sich auch die prachtvolle Renaissance-Villa I Tatti, in welcher der amerikanische Kunstgelehrte und Historiker Bernard Berenson (1865–1959) vierzig Jahre lebte und arbeitete. Nach seinem Tod hinterließ er den gesamten Besitz der Harvard-Universität, die hier ein Forschungszentrum zur Geschichte der italienischen Renaissance eingerichtet hat.

## Geschichte
Um 1505 ließ Leonardo da Vinci (1452–1519) an den Hängen des Monte Ceceri Flugübungen mit einem selbstgebauten Fluggerät durchführen. Die Versuche scheiterten und Leonardo notierte in seinem Manuskript Kodex über den Vogelflug, dass sich sein Assistent Tommaso Masini (1462/66–1520) dabei ein Bein oder einige Rippen brach.

## Musik
- Sogno di volare, Monte Ceceri wird erwähnt, von Christopher Tin, Titelsong beim Computerspiel Sid Meier’s Civilization 6 (Angel City Chorale), aufgenommen bei Abbey Road Studios im Sommer 2016